# Великий, Владимир Николаевич
 Владимир Николаевич Великий  (1851—1917) — русский физиолог, ординарный профессор и ректор Императорского Томского университета.

## Биография
Родился 7 августа 1851 года[по какому календарю?] в Киеве. Был незаконнорожденным сыном, скорее всего учителя I Киевской гимназии Владимира Васильевича Федорова. Во всяком случае именно В.В. Федоров был свидетелем крещения мальчика, взял его на воспитание, а затем оплатил его образование. В 1862 г. В.В. Федоров дал мальчику фамилию Великий и записал в купцы 3й гильдии г. Бердичева с отчеством Николаевич (см.: Великий Владимир Николаевич, лаборант Анатомического музея, 1874–99. СПФ АРАН. Ф. 4. Оп. 4. Д. 92).
С 1863 по 1867 год учился в Киевской гимназии[уточнить]. В 1868 году сдал экстерном выпускной экзамен при Первой Санкт-Петербургской гимназии и в том же году поступил в Санкт-Петербургский университет, на юридический факультет. В 1870 году перешёл на естественное отделение физико-математического факультета, курс которого он окончил в 1874 году со степенью кандидата; занимался у профессора Овсянникова и Циона. Учился вместе с И. П. Павловым, в сотрудничестве с которым написал две работы.
В 1872—1878 годах был консерватором в Физиологическом кабинете физико-математического факультета; два года (1876—1878) исполнял должность ассистента-лаборанта. С 1874 года был действительным членом Санкт-Петербургского общества естествоиспытателей по отделению зоологии и физиологии; с 23 июня 1875 года по 1889 год был лаборантом Анатомического музея и физиологической лаборатории Императорской академии наук. В 1878 году был командирован заграницу на 4 месяца с научными целями. В 1885 году получил степень магистра зоологии, а в 1889 году степень доктора зоологии. С 1885 по 1889 год был приват-доцентом отделения зоологии, сравнительной анатомии, физиологии Санкт-Петербургского университета.
В 1889 году, 12 марта, был назначен экстраординарным профессором Томского университета по кафедре физиологии. В научных кругах это назначение сопровождалось скандалом из-за первоначального назначения туда И. П. Павлова. После отъезда из Томска ректора Н. А. Гезехуса, с ноября 1889 года исполнял обязанности ректора университета. В 1890 году был утверждён ординарным профессором по кафедре физиологии и ректором Томского университета. В 1893 году по состоянию здоровья был освобождён с должности ректора.
Читал курс физиологии. В 1901 году выбыл из числа штатных профессоров за выслугой 25-летнего срока с сохранением звания профессора и заведовал кафедрой физиологии до 1903 года. В 1902 г. он вместе с профессором Н. Ф. Кащенко командировался в С.-Петербург для участия в работе комиссии по преобразованию высших учебных заведений.
С 1 июля 1900 года приказом по гражданскому ведомству был назначен почётным мировым судьёй округа Томского окружного суда сроком на три года.
В 1903 году переехал в Киев и был причислен к Центральному управлению Министерства народного просвещения. Состоял почётным мировым судьёй Киевского округа.
Некоторое время работал в лаборатории профессора С. И. Чирьева в Киевском университете. В феврале 1917 года приказом по Министерству народного просвещения был утверждён профессором кафедры физиологии создававшегося Киевского женского медицинского института (преобразованное медицинское отделение Киевских Высших женских курсов).
Умер в 1917 году.
Был женат на дочери протоиерея, Екатерине Васильевне Вознесенской. Их дочери: Екатерина (1877—?) и Анна (1878—?).

## Научная деятельность
В. Н. Великий занимался проблемами иннервации лимфатических сердец и сосудов у холоднокровных животных. В 1870-х годах вместе со своим учителем Ф. В. Овсянниковым провёл ряд экспериментальных исследований функций мозжечка и нервной системы животных. В 1880-х годах большинство работ было посвящено функциям лимфатических сердец. В Томске занимался исследованиями иннервации сосудистой системы, почек, поджелудочной железы и селезёнки, а также действие электрического тока на организм животных совместно с Н. С. Спасским.

## Награды
- орден Св. Станислава 3-й ст. (1882)
- орден Св. Анны 3-й ст. (1887)
- орден Св. Станислава 2-й ст. (1891)
- орден Св. Анны 2-й ст. (1896)
- орден Св. Владимира 4-й ст. (1903)
- серебряная медаль в память царствования Императора Александра III,
- светло-бронзовая медаль в память 300-летия царствования Дома Романовых.